# 1720
Portal Geschichte | Portal Biografien | Aktuelle Ereignisse | Jahreskalender | Tagesartikel

◄ |
17. Jahrhundert |
18. Jahrhundert
| 19. Jahrhundert | ►

◄ |
1690er |
1700er |
1710er |
1720er
| 1730er | 1740er | 1750er | ►

◄◄ |
◄ |
1716 |
1717 |
1718 |
1719 |
1720
| 1721 | 1722 | 1723 | 1724 | ► | ►►
Staatsoberhäupter  · Nekrolog   · Musikjahr
| Januar | Januar | Januar | Januar | Januar | Januar | Januar | Januar |
| Kw     | Mo     | Di     | Mi     | Do     | Fr     | Sa     | So     |
| ------ | ------ | ------ | ------ | ------ | ------ | ------ | ------ |
| 1      | 1      | 2      | 3      | 4      | 5      | 6      | 7      |
| 2      | 8      | 9      | 10     | 11     | 12     | 13     | 14     |
| 3      | 15     | 16     | 17     | 18     | 19     | 20     | 21     |
| 4      | 22     | 23     | 24     | 25     | 26     | 27     | 28     |
| 5      | 29     | 30     | 31     |        |        |        |        |

| Februar | Februar | Februar | Februar | Februar | Februar | Februar | Februar |
| Kw      | Mo      | Di      | Mi      | Do      | Fr      | Sa      | So      |
| ------- | ------- | ------- | ------- | ------- | ------- | ------- | ------- |
| 5       |         |         |         | 1       | 2       | 3       | 4       |
| 6       | 5       | 6       | 7       | 8       | 9       | 10      | 11      |
| 7       | 12      | 13      | 14      | 15      | 16      | 17      | 18      |
| 8       | 19      | 20      | 21      | 22      | 23      | 24      | 25      |
| 9       | 26      | 27      | 28      | 29      |         |         |         |

| März | März | März | März | März | März | März | März |
| Kw   | Mo   | Di   | Mi   | Do   | Fr   | Sa   | So   |
| ---- | ---- | ---- | ---- | ---- | ---- | ---- | ---- |
| 9    |      |      |      |      | 1    | 2    | 3    |
| 10   | 4    | 5    | 6    | 7    | 8    | 9    | 10   |
| 11   | 11   | 12   | 13   | 14   | 15   | 16   | 17   |
| 12   | 18   | 19   | 20   | 21   | 22   | 23   | 24   |
| 13   | 25   | 26   | 27   | 28   | 29   | 30   | 31   |

| April | April | April | April | April | April | April | April |
| Kw    | Mo    | Di    | Mi    | Do    | Fr    | Sa    | So    |
| ----- | ----- | ----- | ----- | ----- | ----- | ----- | ----- |
| 14    | 1     | 2     | 3     | 4     | 5     | 6     | 7     |
| 15    | 8     | 9     | 10    | 11    | 12    | 13    | 14    |
| 16    | 15    | 16    | 17    | 18    | 19    | 20    | 21    |
| 17    | 22    | 23    | 24    | 25    | 26    | 27    | 28    |
| 18    | 29    | 30    |       |       |       |       |       |

| Mai | Mai | Mai | Mai | Mai | Mai | Mai | Mai |
| Kw  | Mo  | Di  | Mi  | Do  | Fr  | Sa  | So  |
| --- | --- | --- | --- | --- | --- | --- | --- |
| 18  |     |     | 1   | 2   | 3   | 4   | 5   |
| 19  | 6   | 7   | 8   | 9   | 10  | 11  | 12  |
| 20  | 13  | 14  | 15  | 16  | 17  | 18  | 19  |
| 21  | 20  | 21  | 22  | 23  | 24  | 25  | 26  |
| 22  | 27  | 28  | 29  | 30  | 31  |     |     |

| Juni | Juni | Juni | Juni | Juni | Juni | Juni | Juni |
| Kw   | Mo   | Di   | Mi   | Do   | Fr   | Sa   | So   |
| ---- | ---- | ---- | ---- | ---- | ---- | ---- | ---- |
| 22   |      |      |      |      |      | 1    | 2    |
| 23   | 3    | 4    | 5    | 6    | 7    | 8    | 9    |
| 24   | 10   | 11   | 12   | 13   | 14   | 15   | 16   |
| 25   | 17   | 18   | 19   | 20   | 21   | 22   | 23   |
| 26   | 24   | 25   | 26   | 27   | 28   | 29   | 30   |

| Juli | Juli | Juli | Juli | Juli | Juli | Juli | Juli |
| Kw   | Mo   | Di   | Mi   | Do   | Fr   | Sa   | So   |
| ---- | ---- | ---- | ---- | ---- | ---- | ---- | ---- |
| 27   | 1    | 2    | 3    | 4    | 5    | 6    | 7    |
| 28   | 8    | 9    | 10   | 11   | 12   | 13   | 14   |
| 29   | 15   | 16   | 17   | 18   | 19   | 20   | 21   |
| 30   | 22   | 23   | 24   | 25   | 26   | 27   | 28   |
| 31   | 29   | 30   | 31   |      |      |      |      |

| August | August | August | August | August | August | August | August |
| Kw     | Mo     | Di     | Mi     | Do     | Fr     | Sa     | So     |
| ------ | ------ | ------ | ------ | ------ | ------ | ------ | ------ |
| 31     |        |        |        | 1      | 2      | 3      | 4      |
| 32     | 5      | 6      | 7      | 8      | 9      | 10     | 11     |
| 33     | 12     | 13     | 14     | 15     | 16     | 17     | 18     |
| 34     | 19     | 20     | 21     | 22     | 23     | 24     | 25     |
| 35     | 26     | 27     | 28     | 29     | 30     | 31     |        |

| September | September | September | September | September | September | September | September |
| Kw        | Mo        | Di        | Mi        | Do        | Fr        | Sa        | So        |
| --------- | --------- | --------- | --------- | --------- | --------- | --------- | --------- |
| 35        |           |           |           |           |           |           | 1         |
| 36        | 2         | 3         | 4         | 5         | 6         | 7         | 8         |
| 37        | 9         | 10        | 11        | 12        | 13        | 14        | 15        |
| 38        | 16        | 17        | 18        | 19        | 20        | 21        | 22        |
| 39        | 23        | 24        | 25        | 26        | 27        | 28        | 29        |
| 40        | 30        |           |           |           |           |           |           |

| Oktober | Oktober | Oktober | Oktober | Oktober | Oktober | Oktober | Oktober |
| Kw      | Mo      | Di      | Mi      | Do      | Fr      | Sa      | So      |
| ------- | ------- | ------- | ------- | ------- | ------- | ------- | ------- |
| 40      |         | 1       | 2       | 3       | 4       | 5       | 6       |
| 41      | 7       | 8       | 9       | 10      | 11      | 12      | 13      |
| 42      | 14      | 15      | 16      | 17      | 18      | 19      | 20      |
| 43      | 21      | 22      | 23      | 24      | 25      | 26      | 27      |
| 44      | 28      | 29      | 30      | 31      |         |         |         |

| November | November | November | November | November | November | November | November |
| Kw       | Mo       | Di       | Mi       | Do       | Fr       | Sa       | So       |
| -------- | -------- | -------- | -------- | -------- | -------- | -------- | -------- |
| 44       |          |          |          |          | 1        | 2        | 3        |
| 45       | 4        | 5        | 6        | 7        | 8        | 9        | 10       |
| 46       | 11       | 12       | 13       | 14       | 15       | 16       | 17       |
| 47       | 18       | 19       | 20       | 21       | 22       | 23       | 24       |
| 48       | 25       | 26       | 27       | 28       | 29       | 30       |          |

| Dezember | Dezember | Dezember | Dezember | Dezember | Dezember | Dezember | Dezember |
| Kw       | Mo       | Di       | Mi       | Do       | Fr       | Sa       | So       |
| -------- | -------- | -------- | -------- | -------- | -------- | -------- | -------- |
| 48       |          |          |          |          |          |          | 1        |
| 49       | 2        | 3        | 4        | 5        | 6        | 7        | 8        |
| 50       | 9        | 10       | 11       | 12       | 13       | 14       | 15       |
| 51       | 16       | 17       | 18       | 19       | 20       | 21       | 22       |
| 52       | 23       | 24       | 25       | 26       | 27       | 28       | 29       |
| 1        | 30       | 31       |          |          |          |          |          |

| Januar | Januar | Januar | Januar | Januar | Januar | Januar | Januar |
| Kw     | Mo     | Di     | Mi     | Do     | Fr     | Sa     | So     |
| ------ | ------ | ------ | ------ | ------ | ------ | ------ | ------ |
| 1      | 1      | 2      | 3      | 4      | 5      | 6      | 7      |
| 2      | 8      | 9      | 10     | 11     | 12     | 13     | 14     |
| 3      | 15     | 16     | 17     | 18     | 19     | 20     | 21     |
| 4      | 22     | 23     | 24     | 25     | 26     | 27     | 28     |
| 5      | 29     | 30     | 31     |        |        |        |        |

| Februar | Februar | Februar | Februar | Februar | Februar | Februar | Februar |
| Kw      | Mo      | Di      | Mi      | Do      | Fr      | Sa      | So      |
| ------- | ------- | ------- | ------- | ------- | ------- | ------- | ------- |
| 5       |         |         |         | 1       | 2       | 3       | 4       |
| 6       | 5       | 6       | 7       | 8       | 9       | 10      | 11      |
| 7       | 12      | 13      | 14      | 15      | 16      | 17      | 18      |
| 8       | 19      | 20      | 21      | 22      | 23      | 24      | 25      |
| 9       | 26      | 27      | 28      | 29      |         |         |         |

| März | März | März | März | März | März | März | März |
| Kw   | Mo   | Di   | Mi   | Do   | Fr   | Sa   | So   |
| ---- | ---- | ---- | ---- | ---- | ---- | ---- | ---- |
| 9    |      |      |      |      | 1    | 2    | 3    |
| 10   | 4    | 5    | 6    | 7    | 8    | 9    | 10   |
| 11   | 11   | 12   | 13   | 14   | 15   | 16   | 17   |
| 12   | 18   | 19   | 20   | 21   | 22   | 23   | 24   |
| 13   | 25   | 26   | 27   | 28   | 29   | 30   | 31   |

| April | April | April | April | April | April | April | April |
| Kw    | Mo    | Di    | Mi    | Do    | Fr    | Sa    | So    |
| ----- | ----- | ----- | ----- | ----- | ----- | ----- | ----- |
| 14    | 1     | 2     | 3     | 4     | 5     | 6     | 7     |
| 15    | 8     | 9     | 10    | 11    | 12    | 13    | 14    |
| 16    | 15    | 16    | 17    | 18    | 19    | 20    | 21    |
| 17    | 22    | 23    | 24    | 25    | 26    | 27    | 28    |
| 18    | 29    | 30    |       |       |       |       |       |

| Mai | Mai | Mai | Mai | Mai | Mai | Mai | Mai |
| Kw  | Mo  | Di  | Mi  | Do  | Fr  | Sa  | So  |
| --- | --- | --- | --- | --- | --- | --- | --- |
| 18  |     |     | 1   | 2   | 3   | 4   | 5   |
| 19  | 6   | 7   | 8   | 9   | 10  | 11  | 12  |
| 20  | 13  | 14  | 15  | 16  | 17  | 18  | 19  |
| 21  | 20  | 21  | 22  | 23  | 24  | 25  | 26  |
| 22  | 27  | 28  | 29  | 30  | 31  |     |     |

| Juni | Juni | Juni | Juni | Juni | Juni | Juni | Juni |
| Kw   | Mo   | Di   | Mi   | Do   | Fr   | Sa   | So   |
| ---- | ---- | ---- | ---- | ---- | ---- | ---- | ---- |
| 22   |      |      |      |      |      | 1    | 2    |
| 23   | 3    | 4    | 5    | 6    | 7    | 8    | 9    |
| 24   | 10   | 11   | 12   | 13   | 14   | 15   | 16   |
| 25   | 17   | 18   | 19   | 20   | 21   | 22   | 23   |
| 26   | 24   | 25   | 26   | 27   | 28   | 29   | 30   |

| Juli | Juli | Juli | Juli | Juli | Juli | Juli | Juli |
| Kw   | Mo   | Di   | Mi   | Do   | Fr   | Sa   | So   |
| ---- | ---- | ---- | ---- | ---- | ---- | ---- | ---- |
| 27   | 1    | 2    | 3    | 4    | 5    | 6    | 7    |
| 28   | 8    | 9    | 10   | 11   | 12   | 13   | 14   |
| 29   | 15   | 16   | 17   | 18   | 19   | 20   | 21   |
| 30   | 22   | 23   | 24   | 25   | 26   | 27   | 28   |
| 31   | 29   | 30   | 31   |      |      |      |      |

| August | August | August | August | August | August | August | August |
| Kw     | Mo     | Di     | Mi     | Do     | Fr     | Sa     | So     |
| ------ | ------ | ------ | ------ | ------ | ------ | ------ | ------ |
| 31     |        |        |        | 1      | 2      | 3      | 4      |
| 32     | 5      | 6      | 7      | 8      | 9      | 10     | 11     |
| 33     | 12     | 13     | 14     | 15     | 16     | 17     | 18     |
| 34     | 19     | 20     | 21     | 22     | 23     | 24     | 25     |
| 35     | 26     | 27     | 28     | 29     | 30     | 31     |        |

| September | September | September | September | September | September | September | September |
| Kw        | Mo        | Di        | Mi        | Do        | Fr        | Sa        | So        |
| --------- | --------- | --------- | --------- | --------- | --------- | --------- | --------- |
| 35        |           |           |           |           |           |           | 1         |
| 36        | 2         | 3         | 4         | 5         | 6         | 7         | 8         |
| 37        | 9         | 10        | 11        | 12        | 13        | 14        | 15        |
| 38        | 16        | 17        | 18        | 19        | 20        | 21        | 22        |
| 39        | 23        | 24        | 25        | 26        | 27        | 28        | 29        |
| 40        | 30        |           |           |           |           |           |           |

| Oktober | Oktober | Oktober | Oktober | Oktober | Oktober | Oktober | Oktober |
| Kw      | Mo      | Di      | Mi      | Do      | Fr      | Sa      | So      |
| ------- | ------- | ------- | ------- | ------- | ------- | ------- | ------- |
| 40      |         | 1       | 2       | 3       | 4       | 5       | 6       |
| 41      | 7       | 8       | 9       | 10      | 11      | 12      | 13      |
| 42      | 14      | 15      | 16      | 17      | 18      | 19      | 20      |
| 43      | 21      | 22      | 23      | 24      | 25      | 26      | 27      |
| 44      | 28      | 29      | 30      | 31      |         |         |         |

| November | November | November | November | November | November | November | November |
| Kw       | Mo       | Di       | Mi       | Do       | Fr       | Sa       | So       |
| -------- | -------- | -------- | -------- | -------- | -------- | -------- | -------- |
| 44       |          |          |          |          | 1        | 2        | 3        |
| 45       | 4        | 5        | 6        | 7        | 8        | 9        | 10       |
| 46       | 11       | 12       | 13       | 14       | 15       | 16       | 17       |
| 47       | 18       | 19       | 20       | 21       | 22       | 23       | 24       |
| 48       | 25       | 26       | 27       | 28       | 29       | 30       |          |

| Dezember | Dezember | Dezember | Dezember | Dezember | Dezember | Dezember | Dezember |
| Kw       | Mo       | Di       | Mi       | Do       | Fr       | Sa       | So       |
| -------- | -------- | -------- | -------- | -------- | -------- | -------- | -------- |
| 48       |          |          |          |          |          |          | 1        |
| 49       | 2        | 3        | 4        | 5        | 6        | 7        | 8        |
| 50       | 9        | 10       | 11       | 12       | 13       | 14       | 15       |
| 51       | 16       | 17       | 18       | 19       | 20       | 21       | 22       |
| 52       | 23       | 24       | 25       | 26       | 27       | 28       | 29       |
| 1        | 30       | 31       |          |          |          |          |          |

## Ereignisse

### Politik und Weltgeschehen

#### Großer Nordischer Krieg

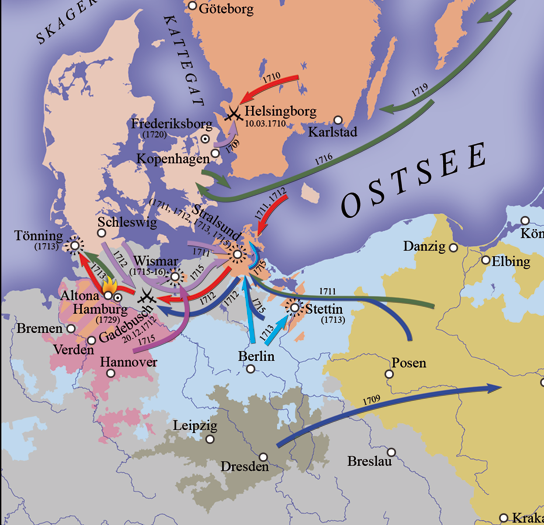
Der Krieg im Ostseeraum 1709-21

- 1. Februar: Schweden schließt im Großen Nordischen Krieg den Frieden von Stockholm mit Preußen: Preußen erhält Stettin, Vorpommern bis zur Peene sowie die Inseln Usedom und Wollin gegen Zahlung von 2 Millionen Talern.
- 29. Februar: Ulrika Eleonore dankt als Königin von Schweden ab. Den Thron besteigt ihr Mann Friedrich von Hessen-Kassel.
- 24. April bis 8. Mai: Russische Verwüstungen in Schweden 1719 bis 1721: Die russische Galeerenflotte unter Generaladmiral Fedor Apraxin macht Beutezüge an der Ostküste Schwedens. Die Stadt Umeå und 41 Dörfer werden bis auf den Grund niedergebrannt.
- 3. Mai: Friedrich I. wird zum König von Schweden gekrönt.
- 14. Juli: Der Frieden von Frederiksborg beendet zwischen Dänemark und Schweden den Großen Nordischen Krieg. Dänemark-Norwegen gibt Schweden Rügen und Vorpommern nördlich der Peene sowie die Herrschaft Wismar zurück, das dafür 600.000 Taler bezahlt und auf die Zollfreiheit im Sund verzichtet.

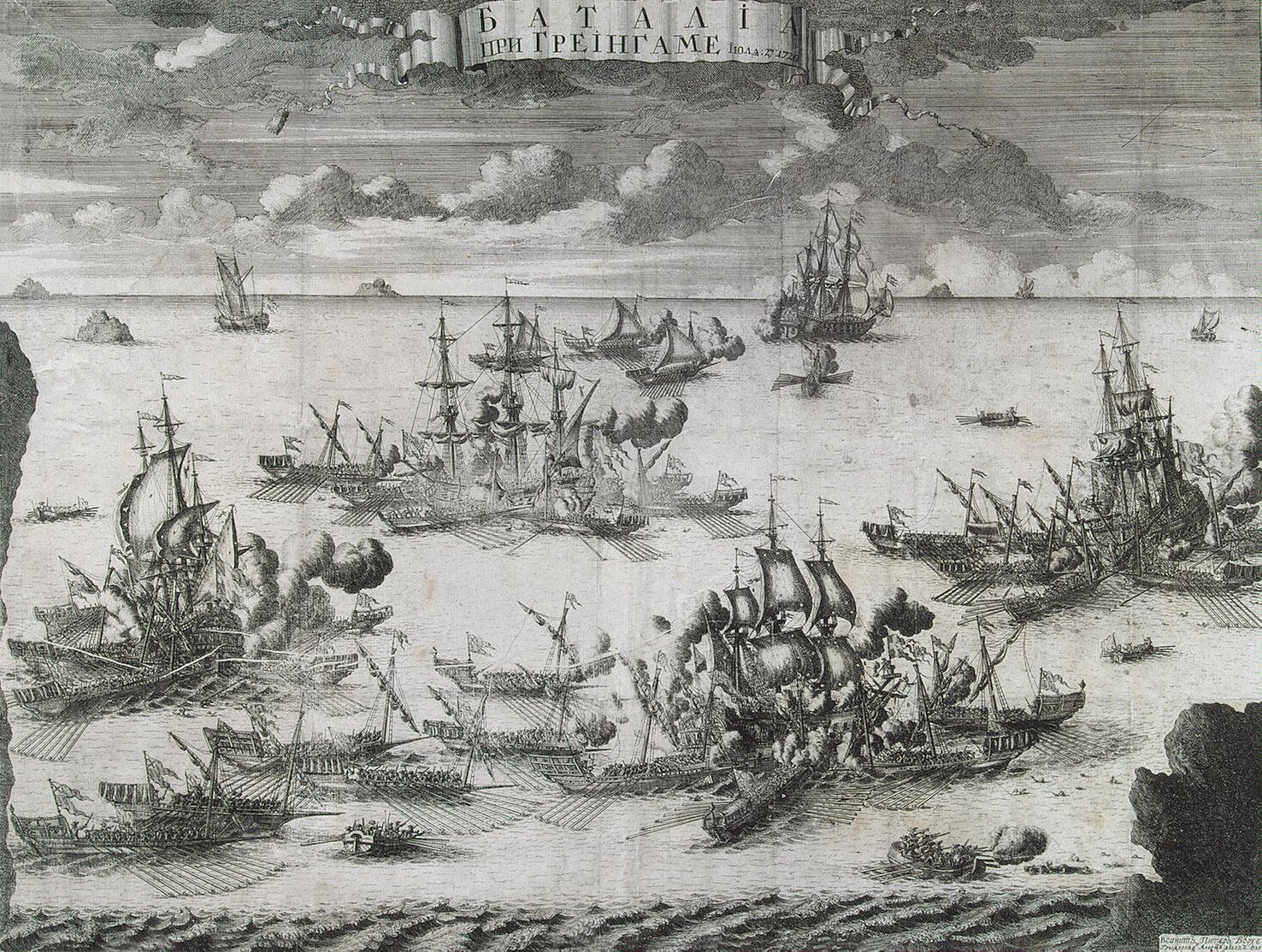
Seeschlacht bei Grönham, Kupferstich 1721

- 7. August: Im Großen Nordischen Krieg besiegt in der Seeschlacht bei Grönham eine russische Galeerenflotte schwedische Segelschiffe bei den Ålandinseln.

#### Krieg der Quadrupelallianz
- 20. Februar: Der Krieg der Quadrupelallianz wird durch den Friedensschluss in Den Haag beigelegt. Das Königreich Spanien hat Ende des Vorjahres eingelenkt, als es erkannt hat, dass es sich gegen die Übermacht der vier Verbündeten Großbritannien, Frankreich, Österreich und Niederlande nicht durchsetzen wird. Auf Sizilien werden die Kampfhandlungen kurz danach durch die Konvention von Palermo eingestellt. Philipp V. von Spanien muss alle eroberten Gebiete räumen. Karl, der Sohn seiner Gattin Elisabeth Farnese, erhält jedoch die Herzogtümer Parma, Piacenza und Toskana zugesprochen, die nach dem baldigen Aussterben der männlichen Farnese-Linie an ihn fallen sollen. Pensacola in der spanischen Kolonie Florida wird von Frankreich an Spanien zurückgegeben.
- Das Haus Habsburg tauscht das Königreich Sardinien gegen das im Besitz des Hauses Savoyen befindliche Sizilien. Dadurch entsteht das savoyische Königreich Sardinien-Piemont unter Viktor Amadeus II., dem bisherigen Herzog von Piemont. Das Herzogtum Savoyen regiert ab nun Viktor Amadeus’ Sohn Karl Emanuel III. Das Königreich Neapel wird mit Sizilien vereinigt und zukünftig von Österreich aus regiert.

#### Amerika

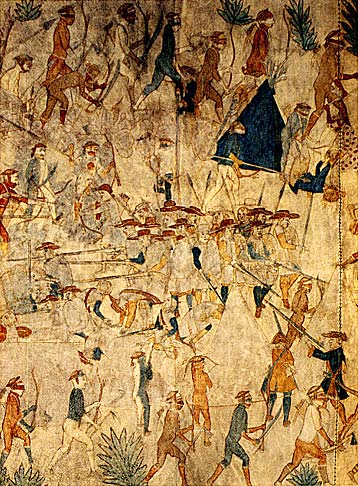
Villasurs Streitmacht ist von Indianern umzingelt. Unter diesen befinden sich auch weiße Männer (rechts vorne), bei denen es sich aller Wahrscheinlichkeit nach um Franzosen handelt. Darstellung eines unbekannten Künstlers auf einer Büffelhaut

- 14. August: Die spanische Villasur-Expedition in die Great Plains in Nordamerika wird im Gebiet des Zusammenflusses von Platte River und Loup River im heutigen US-Bundesstaat Nebraska von einer weit überlegenen Streitmacht von Pawnee- und Oto-Kriegern angegriffen. Während des nur kurze Zeit dauernden Kampfes kommt ein großer Teil der Expeditionsteilnehmer ums Leben, darunter auch der Kommandeur Pedro de Villasur.
- Brandenburg-Preußen gibt seine Kolonie St. Thomas in der Karibik auf.

#### Asien
- Kaiser Kangxi aus der chinesischen Qing-Dynastie erobert Lhasa, lässt den vom Dsungaren-Fürsten Tsewangrabtan eingesetzten Regenten Tagtsepa hinrichten und setzt den Dalai Lama Kelsang Gyatsho wieder auf den Thron. Das Kaiserreich China beansprucht in Tibet – unter Gewährung der inneren Autonomie (Regime der Lamas) – die formale Oberhoheit (Militärprotektorat der Mandschu).

#### Afrika
- Die Niederländische Westindien-Kompanie übernimmt die restlichen preußischen Besitzungen in Afrika im Vertrag mit König Friedrich Wilhelm I. Der unter dem Namen Jan Conny bekannte Häuptling verteidigt die von ihm übernommene Festung Groß Friedrichsburg und die umliegende Kolonie jedoch weiterhin gegen die angreifenden Niederländer.

### Wirtschaft

#### Handelsgesellschaften und Spekulationsblasen
- 1. Februar: Die Allgemeine Gesellschaft des Brasilienhandels wird von der portugiesischen Krone offiziell liquidiert.
- Die Südseeblase, eine britische Spekulationsblase mit Anteilsscheinen der South Sea Company, beginnt ab dem 18. August zu platzen. Die Folge ist eine Rezession.
- November: Frankreich kehrt nach dem Scheitern des Papiergeldes und dem Platzen der Spekulationsblase mit Anteilsscheinen der Mississippi-Kompagnie zum Münzstandard zurück. John Law, verantwortlich für die Einführung des Papiergeldes, verlässt das Land.

#### Unternehmensgründungen
- 29. Dezember: Auf der Piazza San Marco in Venedig eröffnet Floriano Francesconi die Bottega Alla Venezia Trionfante. Nach dem Besitzer wird das Lokal bald nur noch Caffè Florian genannt.
- Ein schwäbischer Leinwandhändler eröffnet einen Laden in Wien, der wegen seiner drei Töchter bald den Namen Zur Schwäbischen Jungfrau erhält.
- Wilhelm Aschendorff gründet in Münster einen Buchladen und gibt dort eigene Verlagswerke heraus.
- Christoph Späth gründet die Berliner Baumschule Späth.
- In Schwarzbach wird ein Brauhaus errichtet.

#### Postwesen
- Ralph Allen, Master of the Posts in Bath, reformiert das Postwesen in England und Wales.

### Wissenschaft und Technik
- 21. Dezember: Markgraf Wilhelm Friedrich von Brandenburg-Ansbach erklärt die bisherige fürstliche Hausbibliothek zur öffentlichen Landesbibliothek.

### Kultur

#### Architektur und Bildende Kunst
- 2. Juli: Im Auftrag des pfälzischen Kurfürsten Karl III. Philipp wird für seine zukünftige Residenz, das Mannheimer Schloss, der Grundstein gelegt. Baumeister Johann Kaspar Herwarthel übernimmt die Bauleitung, der Bauplan stammt vermutlich von Louis Remy de la Fosse, dem Hofarchitekten des Landgrafen von Hessen-Darmstadt.
- Das Kupferstichkabinett Dresden geht als eigenständiges Museum für Graphik und Zeichnung aus der um 1560 in Dresden gegründeten Kunstkammer der Wettiner hervor.

#### Musik und Theater

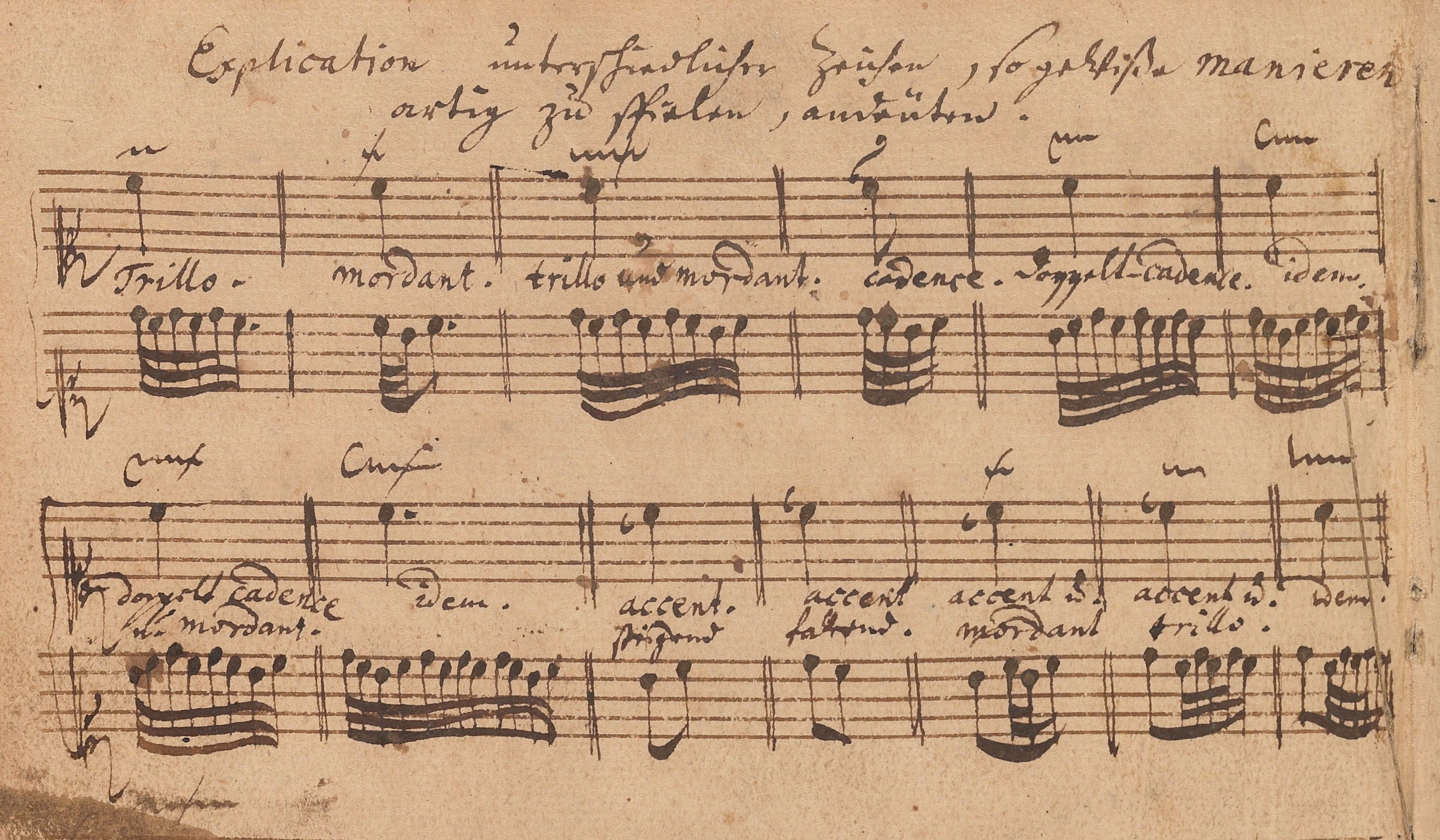
Bachs Erklärung der Verzierungen im Klavierbüchlein für Wilhelm Friedemann Bach

- 22. Januar: Johann Sebastian Bach beginnt ein Klavierbüchlein für seinen ältesten Sohn Wilhelm Friedemann zusammenzustellen.
- 19. April: Die Uraufführung des musikalischen Dramas Caio Gracco von Leonardo Leo findet im Palazzo Reale in Neapel statt.

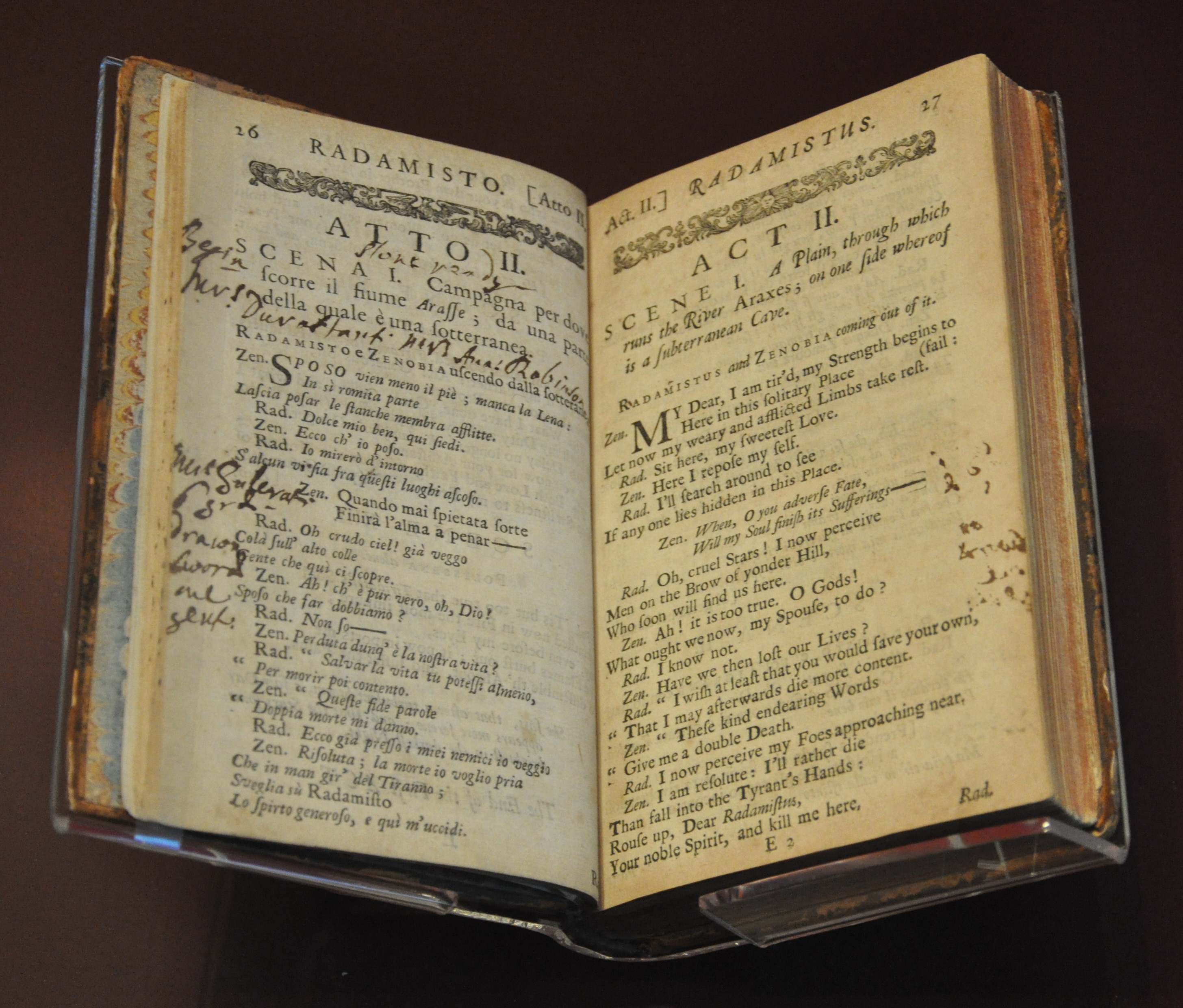
Regiebuch zur Uraufführung von Radamisto in London, 1720

- 27. April: Am King's Theatre in London erfolgt in Anwesenheit von König George I. die Uraufführung der Oper Radamisto von Georg Friedrich Händel mit dem Libretto von Nicola Francesco Haym, der sich das Libretto L'Amor tirannico, o Zenobia von Domenico Lalli zum Vorbild genommen hat.
- 4. September: Das anlässlich des Geburtstags von Kaiserin Elisabeth Christine von Braunschweig-Wolfenbüttel am 28. August von Pietro Metastasio geschriebene und von Nicola Antonio Porpora erstmals vertonte Libretto Angelica wird in Neapel uraufgeführt.

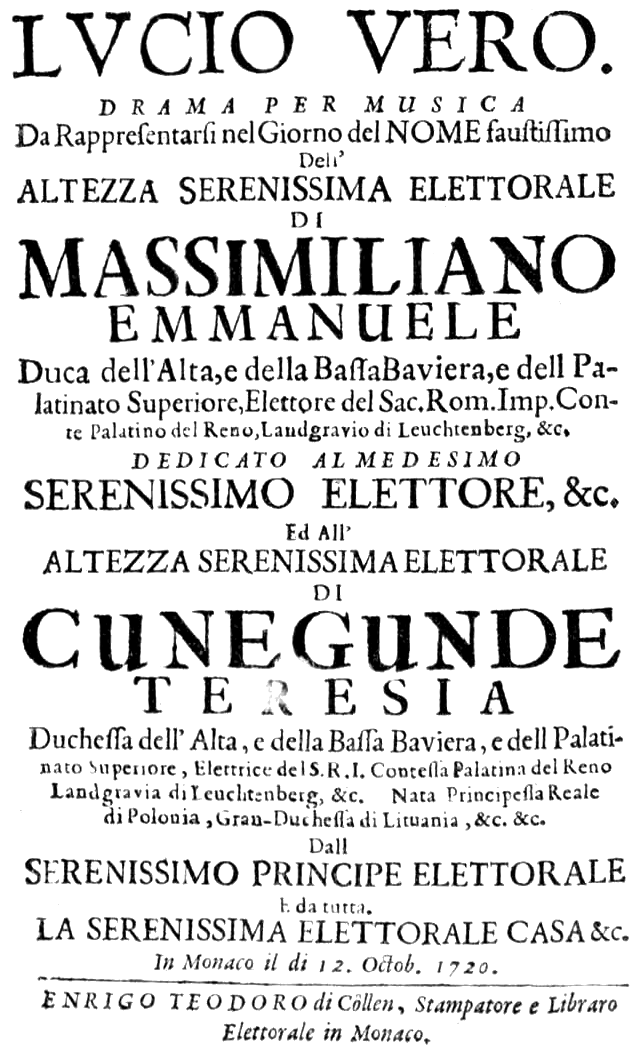
Titelblatt des Librettos, Musik von Pietro Torri

- 12. Oktober: Lucio Vero von Pietro Torri mit dem Libretto von Apostolo Zeno wird in München uraufgeführt.
- 4. November: Die Uraufführung der Oper Apollo in cielo von Antonio Caldara erfolgt am Hoftheater in Wien.
- 19. November: Die Oper Astarto von Giovanni Bononcini wird in London uraufgeführt.
- Das Weihnachtsoratorium Das Größte Kind in einem Oratorio auff weynacht von Johann Mattheson wird an der Oper am Gänsemarkt in Hamburg uraufgeführt. Der Dichter des Librettos ist unbekannt.

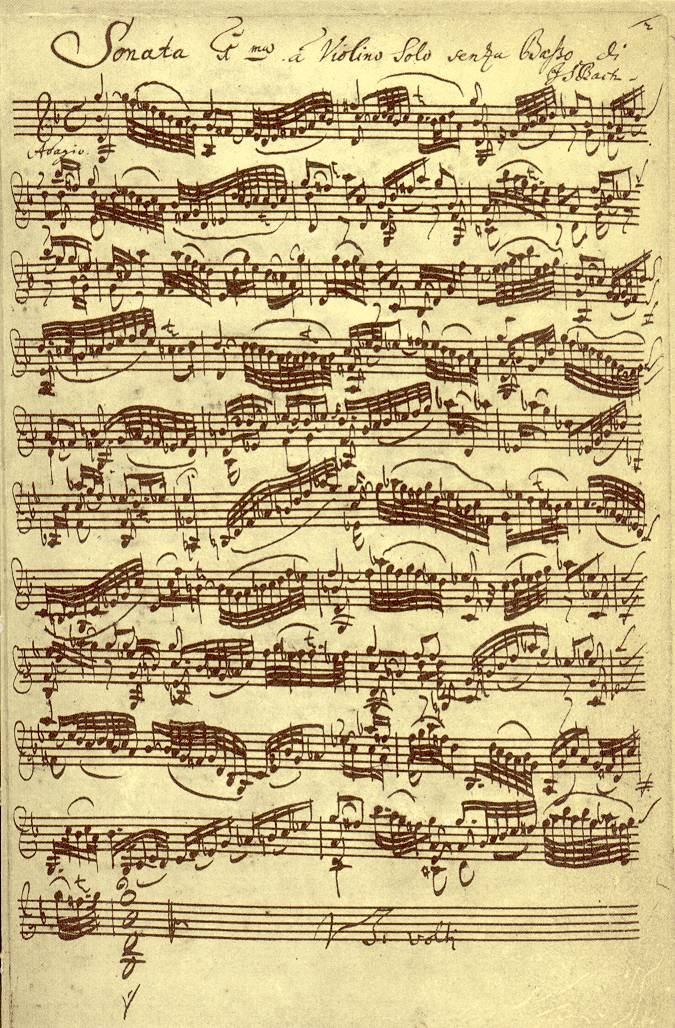
Erste Sonate für Violine Solo: Adagio (Autograph 1720)

- Johann Sebastian Bach verfasst in Köthen die Reinschrift der Sonaten und Partiten für Violine solo.

### Gesellschaft
- Nach dem Tod der Stifterin Eleonore Magdalene von Pfalz-Neuburg am 19. Jänner wird der österreichische Orden der Sklavinnen der Tugend aufgelöst.

### Religion
- Paul vom Kreuz gründet die katholische Ordensgemeinschaft der Passionisten.
- Sechs Ordensschwestern aus dem Klarissenkloster Brixen beziehen das neue Klarissenkloster Hall in Tirol.
- Das Kloster St. Joseph in Altötting wird gegründet.

### Katastrophen

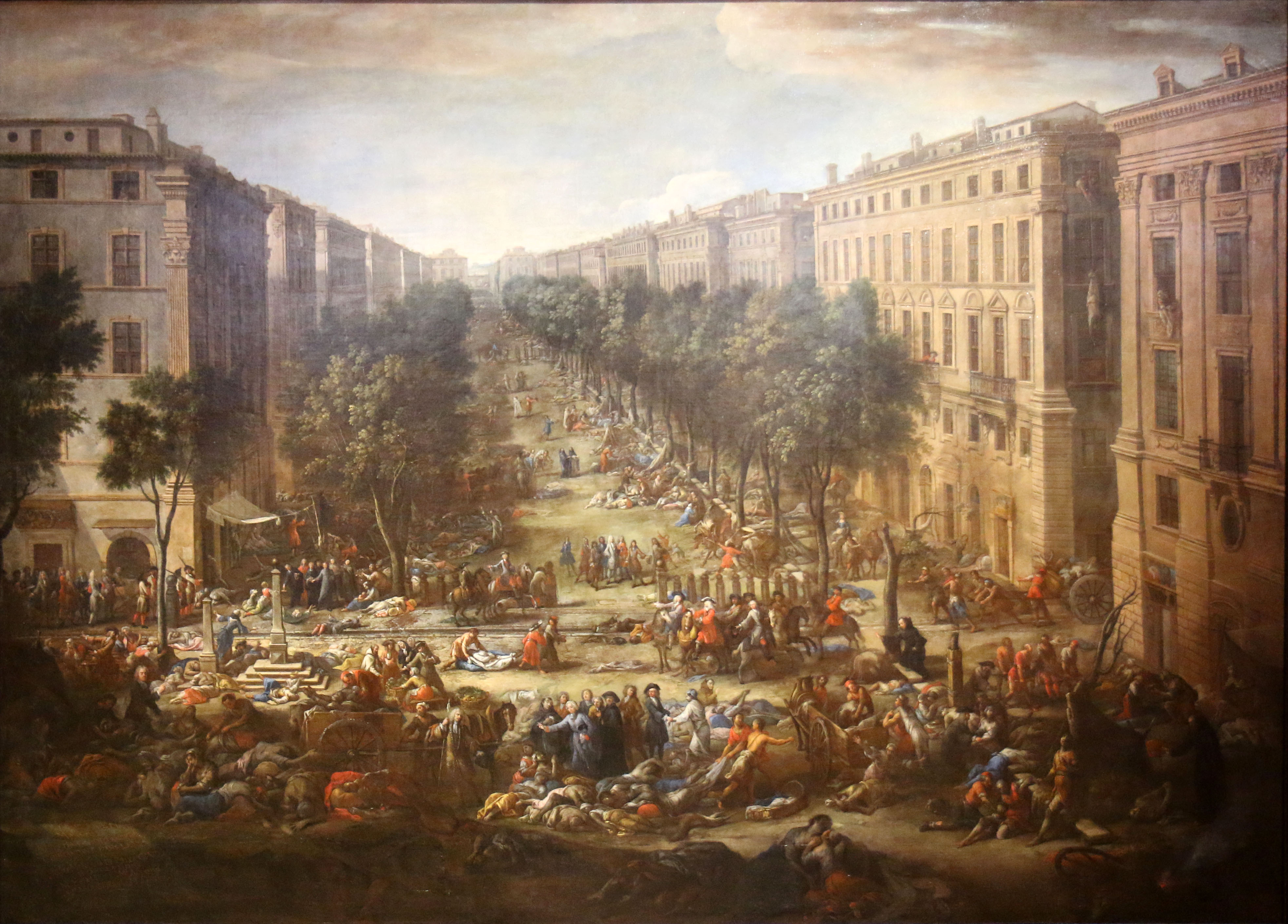
Zeitgenössische Gravur von Marseille während der Großen Pest

- 25. Mai: In Marseille wird von dem aus Syrien ankommenden Handelsschiff Grand-Saint-Antoine die Pest eingeschleppt. Die Große Pest von Marseille kostet etwa 50.000 Menschen das Leben, das ist die Hälfte der Stadtbevölkerung. Sie breitet sich in der Folge bis Aix-en-Provence, Luberon und in die Alpilles aus. Im Folgejahr wird aus Schutzgründen eine Pestmauer errichtet. Am 21. August untersagt der Vize-Legat Rainier d’Elci dem päpstlichen Comtat Venaissin den Handel mit den südlicher gelegenen Teilen der Provence. Sämtlicher Verkehr in den Bergen des heutigen Départements Vaucluse wird verboten.
- 31. Dezember: Eine einsetzende schwere Sturmflut verursacht an der deutschen Nordseeküste erhebliche Schäden. Auf Helgoland wird in der auch an Neujahr tobenden See die Düne von der Hauptinsel abgetrennt.
- Die im Vorjahr unter Vizekönig Carmine Nicolao Caracciolo im Vizekönigreich Peru ausgebrochene Typhus-Epidemie endet. Sie hat bis zu 60.000 Menschenleben gekostet.
- Ein Stadtbrand verwüstet große Teile der französischen Stadt Rennes.

## Historische Karten und Ansichten

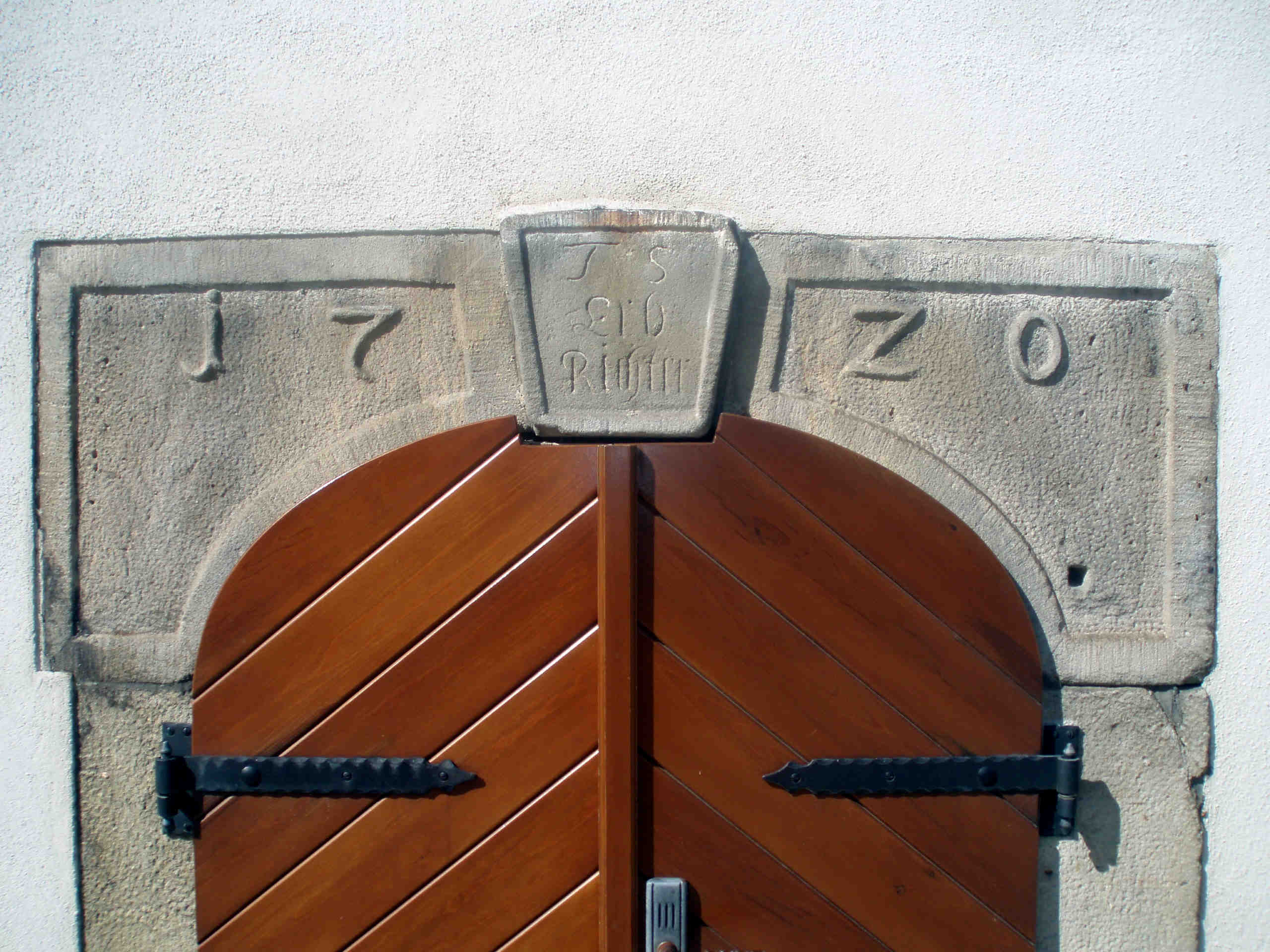
Türstock von 1720

## Geboren

### Januar bis April
- 02. Januar: José de Gálvez y Gallardo, Marqués de Sonora, spanischer Adeliger, Beamter und Minister († 1787)
- 04. Januar: Johann Friedrich Agricola, deutscher Musiker, Komponist und Musikschriftsteller († 1774)
- 25. Januar: Johann Peter Snell, deutscher evangelischer Theologe († 1797)
- 27. Januar: Samuel Foote, englischer Schauspieler und Dramatiker († 1777)
- 08. Februar: Sakuramachi, 115. Kaiser von Japan († 1750)
- 10. Februar: Carl De Geer, schwedischer Industrieller, Wissenschaftler und Entomologe († 1778)
- 10. Februar: Friedrich Bernhard von Prittwitz, schlesischer Gutsbesitzer († 1793)
- 19. Februar: Andreas Westphal, schwedisch-pommerscher Anatom und Archiater († 1788)
- 22. Februar: Jürgen Christian Findorff, deutscher Wasserbauingenieur und Moorkolonisator († 1792)
- 26. Februar: Giovanni Francesco Kardinal Albani, italienischer Kardinaldekan († 1803)
- 28. Februar: Matthias Desubas, französischer Prediger und evangelischer Märtyrer († 1746)
- 03. März: Joachim Günther, deutscher Bildhauer und Stuckateur, Hofbildhauer im Fürstbistum Speyer († 1789)
- 08. März: Paul von Natalis, preußischer Generalmajor († 1789)
- 12. März: Ernst von Apfaltern, österreichischer Jesuit und Philosoph († 1767)
- 13. März: Charles Bonnet, Schweizer Naturwissenschaftler und Philosoph († 1793)
- 15. März: Philipp, Herzog von Parma und Herzog von Piacenza und Guastalla († 1765)
- 19. März: Carl Friedrich von Bassewitz, Präsident des Geheimen Rates von Mecklenburg-Schwerin († 1783)
- 22. März: Nicolas-Henri Jardin, französischer Architekt († 1799)
- 04. April: Georg Michael Frank von La Roche, deutscher Politiker († 1788)
- 26. April: George Frost, US-amerikanischer Politiker († 1796)
- 27. April: Cosmo Gordon, 3. Duke of Gordon, britischer Hochadliger († 1752)
- 000April: Bernhard Joachim Hagen, deutscher Komponist, Violinist und Lautenist († 1787)

### Mai bis August
- 04. Mai: Friedrich Wilhelm von Oppel, kursächsischer Oberberghauptmann († 1769)
- 08. Mai: William Cavendish, 4. Duke of Devonshire, Premierminister von Großbritannien († 1764)
- 11. Mai: Hieronymus Carl Friedrich von Münchhausen, deutscher Adliger aus dem Kurfürstentum Braunschweig-Lüneburg und Geschichtenerzähler, „Lügenbaron“ († 1797)
- 14. Mai: Mathias Obermayr, deutscher Bildhauer († 1799)
- 14. Mai: Agnes Sophie Reuß zu Ebersdorf, Gutsbesitzerin in der Ober- und Niederlausitz († 1791)
- 15. Mai: Maximilian Hell, österreichischer Jesuit und Astronom († 1792)
- 30. Mai: Henrik Adam Brockenhuus, dänischer Adliger († 1803)

- 04. Juni: Anton Haffenecker, böhmischer Architekt und Hofbaumeister († 1789)
- 28. Juni: Johann Christian Hebenstreit, deutscher Arzt und Botaniker († 1795)
- 30. Juni: Giovanni Cornaro, Kardinal der katholischen Kirche († 1789)

- 08. Juli: Heinrich Friedrich Delius, deutscher Mediziner († 1791)
- 18. Juli: Franz Xaver von Hohenzollern-Hechingen, österreichischer Feldmarschallleutnant († 1765)

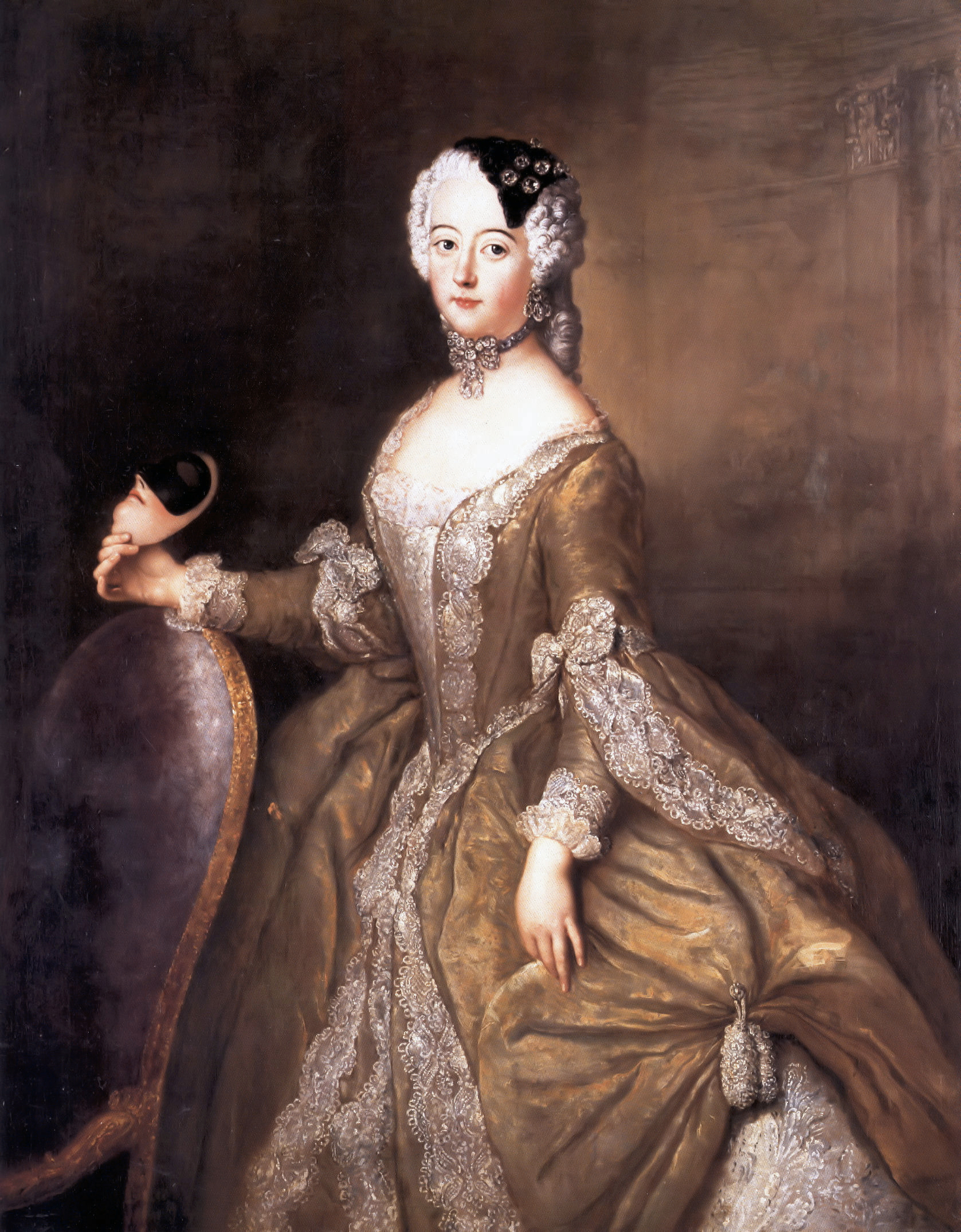
Luise Ulrike von Preußen mit Maske, Porträt von Antoine Pesne, um 1744

- 24. Juli: Luise Ulrike von Preußen, Königin von Schweden († 1782)
- 31. Juli: Emmanuel-Armand de Vignerot du Plessis de Richelieu, duc d’Aiguillon, französischer Staatsmann († 1788)

- 04. August: Samuel Werenfels, Basler Architekt († 1800)
- 11. August: Martin Gerbert, deutscher Benediktiner, Theologe, Philosoph, Musikwissenschaftler († 1793)
- 11. August: Johann Michael Strickner, Tiroler Maler († 1759)
- 12. August: Conrad Ekhof, deutscher Schauspieler († 1778)
- 14. August: Friedrich II., Landgraf von Hessen-Kassel († 1785)
- 17. August: Charles Eisen, französischer Maler († 1778)
- 18. August: Johann Rudolph Anton Piderit, deutscher evangelischer Theologe, Geistlicher und Pädagoge († 1791)
- 28. August: Johann Anton Tischbein, deutscher Maler († 1784)

### September bis Dezember
- 18. September: Johann Joachim Busch, deutscher Architekt und Bildhauer († 1802)
- 22. September: Alexander Georg von Humboldt, preußischer Offizier und Unternehmer, Vater von Wilhelm und Alexander Humboldt († 1779)
- 22. September: Adolf Karl Kunzen, deutscher Komponist und Organist († 1781)
- 25. September: Hermann Gottfried Pauli, deutscher Theologe († 1786)
- 27. September: François de Broglie, französischer Offizier († 1757)
- 30. September: Carl Fredrik Adler, schwedischer Naturforscher und Arzt († 1761)
- 03. Oktober: Johann Peter Uz, deutscher Dichter († 1796)
- 04. Oktober: Giovanni Battista Piranesi, italienischer Kupferstecher, Archäologe, Architekt und Architekturtheoretiker († 1778)
- 16. Oktober: Johann Georg Sulzer, deutscher Philosoph († 1779)
- 17. Oktober: Maria Teresa Agnesi Pinottini, italienische Komponistin und Cembalistin († 1795)
- 17. Oktober: Geneviève Thiroux d’Arconville, französische Schriftstellerin, Übersetzerin und Chemikerin († 1805)
- 19. Oktober: John Woolman, nordamerikanischer Wanderprediger der Quäker, Abolitionist und Autor († 1772)
- 01. November: Toussaint-Guillaume Picquet de la Motte, französischer Admiral († 1791)
- 04. November: Jean Baptiste Christophe Fusée Aublet, französischer Botaniker und Apotheker († 1778)
- 07. November: Erekle II., georgischer Herrscher im Königreich Kachetien († 1798)
- 08. November: Hester Pitt, Countess of Chatham, britische Adelige († 1803)
- 10. November: Honoré III., Fürst von Monaco († 1795)
- 11. November: Franz Bernhard von Keeß, österreichischer Jurist und Dirigent († 1795)
- 28. November: Madeleine de Puisieux, französische Schriftstellerin und frühe Feministin († 1798)
- 07. Dezember: Henriette Amalie von Anhalt-Dessau, deutsche Adelige und Stifterin († 1793)
- 09. Dezember: Georg Heinrich von Roßkampff, Bürgermeister von Heilbronn († 1794)
- 13. Dezember: Carlo Gozzi, italienischer Autor und Dramatiker († 1806)
- 13. Dezember: Johann Heinrich Schüle, deutscher Unternehmer († 1811)
- 14. Dezember: Justus Möser, deutscher Schriftsteller und Politiker († 1794)
- 15. Dezember: Clemens August von Ketteler, Domherr in Münster, Worms und Osnabrück († 1800)
- 25. Dezember: Anna Maria Pertl, Mutter von Wolfgang Amadeus Mozart († 1778)
- 31. Dezember: Charles Edward Stuart, „Bonnie Prince Charlie“, im Exil lebender Thronanwärter von Großbritannien und Irland († 1788)

### Genaues Geburtsdatum unbekannt
- Amarsanaa, Dschungaren-Fürst aus dem Stamm der Khoit († 1757)
- Giovanni Battista Andreoni, italienischer Opernsänger († 1797)
- Giovanna Astrua, italienische Opernsängerin (Sopran) († 1757)
- Anton I., Patriarch der Georgischen Orthodoxen Apostelkirche († 1788)
- Johann Friedrich Camerer, deutscher Jurist, Gerichtsoffizier, Volkskundler und Archäologe († 1792)
- Maria Theresia von Eltz-Rodendorf, Herrin zu Bourscheid († 1803)
- Maarten Willem Houttuyn, niederländischer Arzt und Naturforscher († 1798)
- Johann Schobert, deutscher Komponist, Pianist und Cembalist († 1767)
- Melchior Dittmar von Wittgenstein, Kölner Bürgermeister († 1784)

### Geboren um 1720
- Cornstalk, Anführer der Shawnees († 1777)
- Franz Karl von Kressel von Gualtenberg, böhmischer Beamter († 1801)
- Mohlomi, Philosoph und Oberhaupt einer Gruppe der Bakoena, die später mit anderen Ethnien die Basotho bildet († 1816)

## Gestorben

### Erstes Quartal
- 04. Januar: Friedrich Wilhelm Leyser, deutscher Rechtswissenschaftler und Stadtsyndikus von Magdeburg (* 1658)
- 10. Januar: Ramon Perellos y Roccaful, Großmeister des Malteserordens (* 1637)

Bronzesarg der Kaiserin Eleonora Magdalena in der Kapuzinergruft

- 19. Januar: Eleonore Magdalene von Pfalz-Neuburg, Kaiserin des Heiligen Römischen Reichs (* 1655)
- 20. Januar: Giovanni Maria Lancisi, römischer Mediziner und Naturforscher (* 1654)
- 06. Februar: Johann Christoph Pfaff, württembergischer lutherischer Theologe und Dekan der Universität Tübingen (* 1651)
- 08. Februar: Orazio Marinali, italienischer Bildhauer (* 1643)
- 29. Februar: François de Langes, Gouverneur von Orange, preußischer Oberst und Gouverneur von Neuenburg (* 1664)
- 01. März: Johann Hektor von Klettenberg, deutscher Alchimist (* 1684)
- 01. März: Johann Heinrich van Lennep, niederländischer Kupferstecher, Mathematiker und Ingenieur (* um 1635)
- 06. März: Samuel Jenner, Schweizer Architekt (* 1653)
- 13. März: Giovanni Battista Alliprandi, Architekt italienischer Abstammung, der überwiegend in Böhmen wirkte (* um 1665)
- 14. März: Burchard von Suhm, polnischer und sächsischer Diplomat (* 1666)
- 19. März: Johann Ernst Gründler, deutscher Missionar in Indien (* 1677)
- 21. März: Bernhard von Zech, Minister und Schriftsteller am sächsischen Hof in Dresden (* 1649)
- 23. März: Hans Heinrich von Ahlefeldt, Herr auf Gut Seestermühe (* 1656)
- 23. März: Lorenz Werder, Bürgermeister von Sankt Gallen (* 1646)
- 30. März: Nils Gyllenstierna, schwedischer Feldmarschall und Generalgouverneur der Herzogtümer Bremen und Verden (* 1648)

### Zweites Quartal
- 02. April: Joseph Dudley, Kolonialgouverneur in Massachusetts (* 1647)
- 06. April: Pieter van Bloemen, flämischer Maler (* 1657)
- 20. April: Johann Wolfgang Jäger, deutscher evangelischer Theologe und Kanzler der Universität Tübingen (* 1647)
- 21. April: Anthony Hamilton, französischer Generalleutnant und Schriftsteller schottischer Herkunft (* um 1645)
- 23. April (beerdigt): Hinrich Klausing, deutscher Orgelbauer (* 1642/43)
- 25. April: Johann Rodde, deutscher Jurist und Ratssekretär der Hansestadt Lübeck (* 1692)
- 29. April: Erdmuth Dorothea von Sachsen-Zeitz, Herzogin von Sachsen-Merseburg (* 1661)
- 02. Mai: Claude Delisle, französischer Geograph und Historiker (* 1644)
- 05. Mai: Giovanni Agostino Cassana, italienischer Maler (* um 1660)
- 16. Mai: Jacob Vallan, niederländischer Mediziner (* 1637)
- 18. Mai: Johann Carl Trumler, kaiserlicher Hof-Steinmetzmeister, Dombaumeister zu St. Stephan in Wien (* 1657)
- 27. Mai: David Hoyer, deutscher Maler (* 1667)
- 03. Juni: Cristoforo Munari, italienischer Stilllebenmaler, Restaurator und Kunsthändler (* 1667)
- 14. Juni: Johann Zacharias Grundig, Kreuzkantor in Dresden (* 1669)
- 19. Juni: Robert Knox, englischer Seefahrer (* 1641)
- 27. Juni: Guillaume Amfrye de Chaulieu, französischer libertinistischer Dichter (* 1639)

### Drittes Quartal
- 04. Juli: Johann Diecmann, deutscher Pädagoge und lutherischer Theologe (* 1647)
- 07. Juli (beerdigt): Maria Barbara Bach, Ehefrau Johann Sebastian Bachs (* 1684)
- 12. Juli: Sukjong, 19. König der Joseon-Dynastie in Korea (* 1661)
- 16. Juli: Johann Gottfried von Bequerer, Priester und Offizial des Erzbistums Köln (* um 1650)
- 24. Juli: Kilian Stumpf, deutscher Jesuit und Priester in der Chinamission (* 1655)
- 27. Juli: Johann Samuel Welter, deutscher Komponist (* 1650)
- 30. Juli: Bernhard Matfeldt, deutscher Jurist, Ratsherr und Bürgermeister der Freien und Hansestadt Hamburg (* 1661)
- 31. Juli: Asmus Bremer, Bürgermeister von Kiel (* vor 1652)
- 03. August: Anthonie Heinsius, niederländischer Staatsmann und Ratspensionär (* 1641)

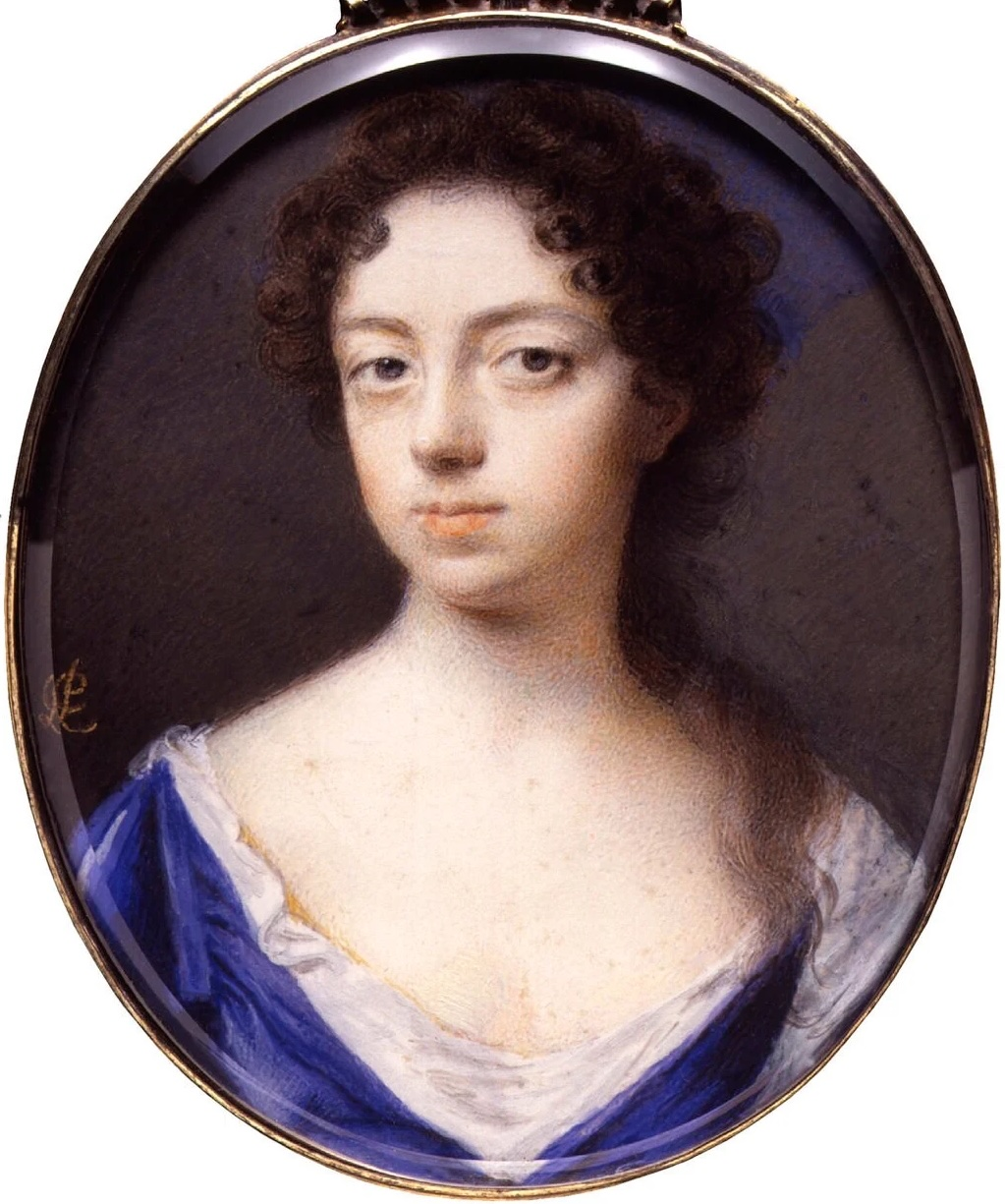
Anne Finch, Countess of Winchilsea

- 05. August: Anne Finch, Countess of Winchilsea, englische Dichterin (* 1661)
- 17. August: Anne Dacier, französische Schriftstellerin (* 1647)
- 20. August: Johannes Sembach, Bürgermeister von Karlsruhe (* 1671)
- 26. August: Johann Christoph Volkamer, deutscher Kaufmann, Fabrikant und Botaniker (* 1644)
- 30. August: Leander Anguissola, italienischer Kartograf, Pädagoge, Ingenieur und Oberstleutnant (* 1653)
- 30. August: Jón Vídalín, evangelischer Bischof von Skálholt im Süden von Island (* 1666)
- 31. August: Johann Ernst Henfling, deutscher Kaufmann, Jurist und Förderer der höheren Bildung in Meiningen (* 1691)
- 01. September: John Leake, englischer Admiral (* 1656)
- 03. September: Henri de Massue, französischer hugenottischer Adeliger (* 1648)
- 06. September: Hugo Franz von Königsegg-Rothenfels, Bischof von Leitmeritz (* 1660)
- 09. September: Philippe de Courcillon, französischer Offizier, Diplomat und Autor sowie der Großmeister des Lazarusordens (* 1638)
- 18. September: Martin Charbonnier, französischer Gartenkünstler (* um 1655)

### Viertes Quartal
- 10. Oktober: Antoine Coysevox, französischer Bildhauer (* 1640)
- 25. Oktober: Nicolas de Fer, französischer Kartograf (* 1646)
- 000Oktober: Augustinus Fink, deutscher Geistlicher und Abt des Klosters St. Blasien im Schwarzwald (* vor 1656)
- 02. November: Johann Alexander Böner, Kupferstecher in Nürnberg (* 1647)
- 03. November: Frederik Dekkers, niederländischer Mediziner (* 1644)
- 06. November: Benno Haan, dänisch-deutscher Kunststicker (* 1631)
- 12. November: Peter Wessel Tordenskiold, dänischer Vizeadmiral (* 1690)
- 13. November: Johann Kaspar Herwarthel, deutscher Architekt und Baumeister (* 1675)
- 16. November: Mateo de la Mata Ponce de León, spanischer Jurist und Vizekönig von Peru (* vor 1650)
- 17. November: Jack Rackham, englischer Piratenkapitän (* 1682)
- 18. November: Kaspar Waldmann, Tiroler Maler (* 1657)
- 20. Dezember: Anselm Schramb, österreichischer Benediktinermönch, Historiker, Philologe und Bibliothekar (* 1658)
- 24. Dezember: Georg Friedrich Dinglinger, deutscher Kunstmaler und Emailleur (* 1666)
- 28. Dezember: Johann Christian Neu, deutscher Historiker und Philologe, Rektor der Universität Tübingen (* 1668)
- 29. Dezember: Maria Margaretha Kirch, deutsche Astronomin (* 1670)
- Ende des Jahres: Edward England, irischer Pirat (* um 1685)

### Genaues Todesdatum unbekannt
- Pietro degli Antonii, italienischer Komponist und Kapellmeister (* 1639)
- Robert Bruce, schottischstämmiger General der russischen Armee und erster Kommandeur von St. Petersburg (* 1668)
- Theodor Hecht, Markgräflich Baden-Durlachischer Buchdrucker (* 1650)
- Thomas Lefèbvre, badischer Maler und Hofbaumeister (* 1636)
- Tagtsepa, tibetischer Regent während der Dsungaren-Herrschaft

### Gestorben um 1720
- Conradi, deutsche Sängerin und Star der Hamburger Oper